# Michael Fagan
Michael Fagan (ur. 8 sierpnia 1948) – brytyjski włamywacz, który w 1982 roku wtargnął do sypialni królowej Elżbiety II w Pałacu Buckingham.

## Życiorys
Fagan urodził się 8 sierpnia 1948 roku w Clerkenwell w Londynie, jako syn Ivy i Michaela Fagana seniora. Jego ojciec był konstruktorem stali. Miał dwie młodsze siostry, Marjorie i Elizabeth. W 1955 roku uczęszczał do Compton Street School w Clerkenwell. W 1966 roku, w wieku 16 lat, uciekł z domu, gdyż – jak mówił – jego ojciec był brutalny. Rozpoczął pracę jako malarz i dekorator. W 1972 roku ożenił się z Christine, z którą ma czworo dzieci. W pewnym momencie w latach 70. i 80. Fagan był członkiem północnolondyńskiego oddziału Robotniczej Partii Rewolucyjnej.

### Pierwsze włamanie
Na początku lipca 1982 roku Fagan po raz pierwszy wtargnął do Pałacu Buckingham. Twierdzi, że wskoczył na rynnę i wystraszył pokojówkę, która wezwała ochronę. Zniknął, zanim przybyli strażnicy, którzy nie uwierzyli w to, co mówiła pokojówka. Fagan zeznał, że następnie wszedł do pałacu przez otwarte okno dachowe i przechadzał się po nim przez pół godziny, jedząc ser i krakersy. Uruchomiły się dwa alarmy, lecz policja wyłączyła je, uznając, że są wadliwe. Oglądał portrety królewskie i przez pewien czas siedział na tronie. Wszedł także do pokoju księcia Karola, zabrał butelkę wina i ją wypił, a następnie wyszedł z pałacu.

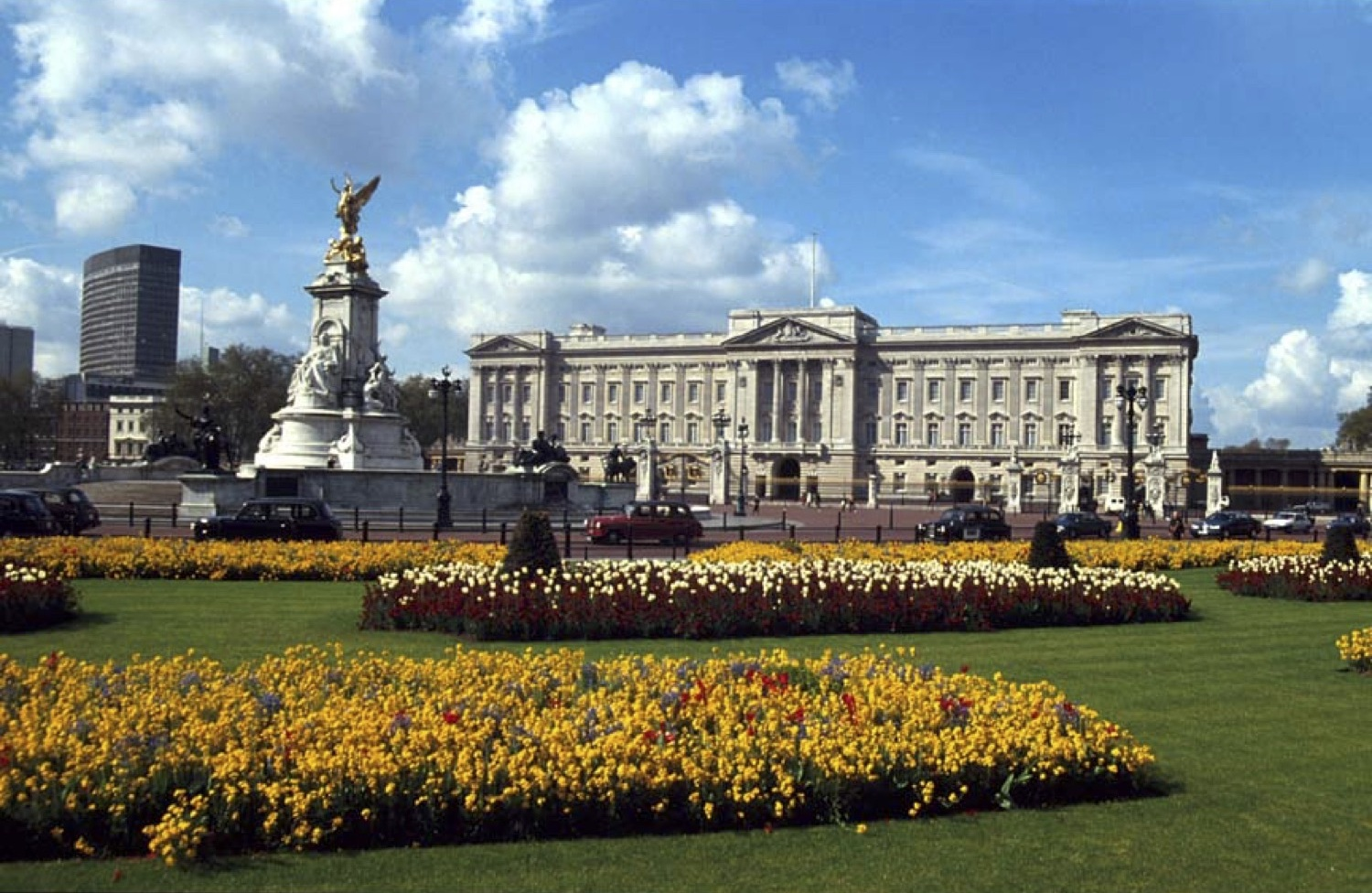
Pałac Buckingham w 1980 roku

### Drugie włamanie
9 lipca 1982 roku, około 7:00 rano czasu brytyjskiego, Fagan wspiął się na ponad czterometrowy mur obwodowy Pałacu Buckingham, zakończony drutem kolczastym, a następnie po rynnie dostał się do wnętrza pałacu. Czujnik alarmowy wykrył jego obecność, ale policja ponownie uznała alarm za wadliwy. Fagan przez kilka minut wędrował po korytarzach, zanim dotarł do królewskich komnat. W przedpokoju stłukł szklaną popielniczkę, rozcinając sobie rękę. Około 7:15 czasu brytyjskiego wszedł do sypialni królowej Elżbiety II niosąc fragment szkła. Królowa obudziła się, gdy Fagan poruszył zasłonę. Raporty mówiły, że siedział na skraju jej łóżka, jednak Fagan wyznał w wywiadzie z 2012 roku, że królowa natychmiast opuściła pokój, aby szukać ochroniarzy. Królowa dwukrotnie dzwoniła z prośbą o przysłanie policji, ale nikt nie przybył. Użyła więc dzwonka alarmowego przy łóżku; zaczepiła także pokojówkę na korytarzu. Przybył lokaj Paul Whybrew, który wyprowadzał psy królowej, a następnie dwóch policjantów pełniących służbę w pałacu, którzy usunęli Fagana. Cały incydent miał miejsce w momencie, gdy policjant pełniący wartę przed królewską sypialnią zszedł ze służby, a jego następca jeszcze nie przybył. Raport policyjny krytykował kompetencje funkcjonariuszy na służbie, a także system zdezorientowanego i podzielonego dowództwa. William Whitelaw, minister spraw wewnętrznych, ponoszący odpowiedzialność za policję, złożył rezygnację, ale została odrzucona przez premier Margaret Thatcher.

### Aresztowanie
Królewski rzecznik powiedział, że Fagan, włamując się do pałacu, nie popełnił przestępstwa, lecz jedynie wykroczenie. Został oskarżony o kradzież wina, ale zarzuty zostały wycofane, gdy został poddany ocenie psychiatrycznej. Następne trzy miesiące spędził w szpitalu psychiatrycznym, a w styczniu 1983 został z niego zwolniony.

### Dalsze życie
Dwa lata po włamaniu do Pałacu Buckingham Fagan zaatakował policjanta w kawiarni w Fishguard w Walii i otrzymał wyrok trzech miesięcy w zawieszeniu. W 1983 roku Fagan nagrał cover piosenki Sex Pistols „God Save the Queen” z zespołem The Bollock Brothers. W 1997 roku trafił na cztery lata do więzienia po tym, jak on, jego żona i ich 20-letni syn zostali oskarżeni o handel heroiną.
Po śmierci królowej 8 września 2022 roku Fagan powiedział dziennikarzom, że zapalił świecę ku jej pamięci w lokalnym kościele.

## W kulturze
Fagan pojawił się w 2011 roku w filmie dokumentalnym The Antics Roadshow, przedstawiającym historię ludzi zachowujących się dziwnie w miejscach publicznych.
Włamanie do pałacu zostało zekranizowane w 2012 roku w jednym z odcinków serialu Playhouse Presents zatytułowanym „Walking the Dogs”. Fagana zagrał wówczas Eddie Marsan. W 2020 roku Tom Brooke wcielił się w Fagana w piątym odcinku czwartego sezonu serialu The Crown.